# Чітралада
Палац Чітралада (тай. พระ ตำหนัก จิตรลดา รโหฐาน) — резиденція короля Пхуміпона Адульядета (Рама IX) і королеви Сірікіт в Бангкоку.
Король Пхуміпон був першим царем династії Чакрі, що жив в палаці Чітралада. Він переїхав туди після загадкової смерті у Великому палаці свого старшого брата, короля Рами VIII. На першому поверсі палацу розташована школа Чітралада, спочатку створена для дітей королівської сім'ї.